# Leányka, kelj fel! (X-akták)
A Leányka, kelj fel az X-akták című amerikai sci-fi sorozat harmadik évadának huszonnegyedik epizódja, melyet Chris Carter írt.

## Cselekmény
|  | Alább a cselekmény részletei következnek! |

Egy forgalmas arlingtoni gyorsétkezdében Galen, a zavarodott férfi, lövöldözni kezd a vendégekre. Egy rendőr viszonozza a tüzet és súlyosan megsebesíti Galent. Ekkor egy kedves mosolyú ember lép elő és tenyerét Galen sérülésére helyezi. hamarosan a seb begyógyul. Mire Mulder és Scully a helyszínre érkeznek teljes a káosz, mert a mentősök egyetlen sebesültet sem találnak, mindenki meggyógyult. Tovább nehezíti a helyzetet, hogy a titokzatos jótevő nyomtalanul eltűnt a színhelyről.
Ezalatt Mulderék Rhode Island-i házában a Cigarettázó Férfi találkozik Mulder anyjával. Kettejük között szóváltás, majd heves vita tör ki. Nem sokkal ezután Mulder ügynököt értesítik, hogy édesanyját súlyos állapotban kórházba szállították. Mulder és Scully azonnal a kórházba mennek, ahol Mulder anyja egy papírdarabra a "palm" szót írja le ( jelentése kettős, egyfelől pálmafa, másfelől tenyér ).
Az ügynökök visszatérnek Washingtonba, ahol megnézik a gyorsétterem biztonsági kamerája által rögzített képsorokat. Kockáról kockára léptetve a felvételt, Mulderék döbbenten tapasztalják, hogy a mosolygós jótevő szemmel láthatólag egy pillanat alatt egy másik emberré alakult át.
Kevéssel e felfedezés után, a Cigarettázó Férfi által vezetett ügynöksereg letartóztatja a mosolygós férfit, a Társadalombiztosítási Intézetben, ahol az alkalmazásban áll. Ugyanezekben a percekben Scully az FBI központjában találkozik össze ugyanazzal a mosolygós emberrel és nyomban vallatóra fogja. Az illető Jeremiah Smith-ként mutatkozik be és azért jött, hogy feladja magát. Skinner kikérdezi Smith-t, majd elengedi.
A Rhode Island-i házba érkezve, Mulder találkozik X-el, aki fényképeket mutat neki anyja és a Cigarettázó Férfi között lefolyt veszekedésről. Mulder azt állítja nem tudja miről folyhatott a vita. Az éjszaka folyamán Fox anyja titokzatos levelén gondolkodik, majd átrendezve a betűket a "lamp" ( lámpa ) szót állítja össze. Széttöri az egyik porcelánlámpát és abból kihullik egy stilét 
( vékony pengéjű tőr, amely rendszerint botban van elrejtve ). ( Ezt a különös fegyvert használta a korábbi részekben a földönkívüli Fejvadász is. )
Mulder fegyvert szegez a Cigarettázó Férfinak. Az elsőként letartóztatott Jeremiah Smith-t ( a társadalombiztosítóst ) börtönbe zárják, ahol a Cigarettázó Férfi hallgatja ki. A beszélgetés alatt Smith először Depp Throat, majd William Mulder arcát veszi fel ( mindkét embert a Cigarettázó Férfi gyilkolta meg ). A Cigarettázó Férfi próbálja leplezni megdöbbenését, különösen akkor, amikor Smith elmondja neki, hogy hamarosan tüdőrák fog végezni vele.
Ezalatt Mulder követni kezdi a másik Smith-t, aki szintén a Társadalombiztosítási Intézetbe megy. A tömegben azonban Smith átalakul és így lerázza az ügynököt. A börtönben felbukkan a Fejvadász és a stiléttel a kezében belép Smith cellájába... ám az üres.
A kórházban tájékoztatják Muldert, hogy édesanyja állapota gyorsan romlik. Megjelenik a kórházban a Cigarettázó Férfi is és azt állítja, információja van Mulder húgának, Samanthának, a hollétéről. Mulder elárulja, hogy nála van az a bizonyos dolog, amit a Cigarettás annyira keres.
Az egyik Jeremiah Smith váratlanul felkeresi Scullyt a nő lakásán. Dana egy elhagyatott helyre viszi őt, ahol Mulderrel kellene találkozniuk. Felbukkan azonban a Fejvadász, kezében a különös fegyverrel.
|  | Itt a vége a cselekmény részletezésének! |

## Bennfentes
- Az epizód címe "talitha cumi", ami arámi nyelven van, és a Bibliából származik. Annyit tesz, "kislány, kelj fel" és Jézus mondta, amikor feltámasztotta a halálból egy zsidó vezető lányát.
- Mikor Duchovny és Steven Williams (X) az egyik jelenetben dulakodnak, Williams kificamította a vállát.
- Az epizódban utalás hangzik el a Cigarettázó férfi vízisí-tudására. Ez egy forgatókönyvírói "vicc", hiszen William B. Davis profi vízisí bajnok volt.
- Eredetileg úgy tervezték, hogy az alakváltó Jeremiah Smith Melissa Scully alakját is fel fogja venni, de a forgatás napján Melinda McGraw színésznő nem ért rá.
- Roy Thinnes, az alakváltó Smith-t játszó színész, egyébként jól ismeri a földönkívülieket, mivel főszerepet játszott az Invaders című sorozatban (amelyben alakváltó idegenek támadják meg a Földet).
- Az éttermi kezdőjelenetben a vendégek között felbukkan Tom Braidwood (Frohike) lánya, a kameraman lánya, illetve a kaszkadőrök vezetőjének három lánya is.